# Dagmar Luuk
Dagmar Luuk (* 12. April 1940 in Bremen), geborene Dagmar Pioch, ist eine deutsche Politikerin der SPD. Sie war von 1975 bis 1980 Mitglied im Berliner Abgeordnetenhaus und von 1980 bis 1990 Mitglied im Deutschen Bundestag.

## Leben
Dagmar Luuk ist Diplompolitologin und war beruflich von 1965 bis 1968 als wissenschaftliche Assistentin und Tutorin am Otto-Suhr-Institut der Freien Universität in Berlin tätig. Von 1968 bis 1975 war sie wissenschaftliche Dozentin in der Erwachsenenbildung und Lehrbeauftragte an der Fachhochschule für Wirtschaft (FHW) in Berlin. Sie ist Mitglied der IG Metall und der ÖTV.

## Politik
Luuk ist seit 1961 Mitglied der SPD. Von 1976 bis 1980 war sie Mitglied im Berliner SPD-Landesvorstand und des SPD-Parteirats. Von 1977 bis 1980 war Dagmar Luuk stellvertretende Landesvorsitzende der Berliner Arbeitsgemeinschaft sozialdemokratischer Frauen und von 1977 bis 1981 Mitglied im AsF Bundesvorstand. In den Jahren 1967 bis 1975 war Luuk Bezirksverordnete in Bezirk Steglitz und von 1975 bis 1980 Mitglied im Abgeordnetenhaus von Berlin und Mitglied des Vorstands der Berliner SPD-Fraktion. Von 1980 bis 1990 war Luuk Abgeordnete des Deutschen Bundestages. Ein Schwerpunkt ihrer politischen Arbeit lag auf dem Gebiet der Frauenpolitik. Im Bundestag und auch innerhalb der SPD war und ist sie darüber hinaus sehr aktiv auf dem Gebiet der Mittelmeerpolitik sowie der Nord-Süd- und Entwicklungspolitik und hat zu diesen Themen zahlreiche Publikationen verfasst und das entwicklungspolitische Profil der SPD in den 1980er und 1990er Jahren wesentlich mitgeprägt.

## Schmiergeldaffäre
Nach einer Meldung der Süddeutschen Zeitung vom 19. Mai 2014 soll sie zusammen mit dem SPD-Politiker Heinz-Alfred Steiner in dubiöse Beraterhonorare betreffend Panzer-Exporte nach Griechenland verwickelt gewesen sein. Beide sollen über eine Beratungsfirma mit dem Namen „Büro für Südosteuropaberatung“ (BfS) von der Rüstungsfirma Krauss-Maffei Wegmann ungefähr fünf Millionen Euro erhalten haben.